# 報道規制法
正しくはメディア法。ハンガリーの法律。2010年12月に成立し、2011年1月1日から施行された。ハンガリー語の正式な名称は、「törvény a　médiaszolgáltatásokról és a tömegkommunikációról」（メディアサービスとマスコミュニケーションに関する法律）。
当然ながら、日本の報道機関が報じた「報道規制法」という表現は明らかな誤り。

## 概要
2010年総選挙で大勝したフィデス＝ハンガリー市民同盟が主導で成立させた法律。新設された報道規制当局は国家の安全に関わる報道については各社に情報源の開示を強制する権限が与えられる。「政治的に偏向された報道」については最高2500万フォリント（約970万円）の罰金が課せられる。

## 批判と改正
報道監視当局のメンバーがいずれもフィデス・ハンガリー市民連盟関係者であったこともあり、政府の恣意的な運用により報道の自由が侵害される可能性が指摘され、施行当初からEU加盟国等の批判を受けていた。そのため、首相のオルバーン・ヴィクトルは、2011年1月6日の記者会見において、同法について欧州委員会がEU法（欧州連合基本権憲章11条に規定された表現の自由等）に抵触すると判断した場合、法改正の用意があることを表明した。その後、政府は欧州委員であるネリー・クルースの書簡に返答する形で、法改正に前向きな姿勢を示し、同年3月に法改正が可決された。
ハンガリーでは民主化後20年経っても、社会党（共産主義時代の独裁政党であるハンガリー社会主義労働者党の後継政党）がメディアでも圧倒的に優勢な立場を保持してきたが、フィデス・ハンガリー市民連盟政権による同法がこれまでの有利な立場を失うことにつながると恐れ、社会党やその支持者がEUや欧米メディアに対し、同法が報道の自由に反するものだと主張した。